# Musée national de l'automobile de Reno
Pour les articles homonymes, voir Musée national de l'Automobile et Reno.
Le musée National de l'Automobile de Reno (National Automobile Museum) est un musée de l'automobile de 1989, de Reno dans le Nevada aux États-Unis.

## Histoire
William F. Harrah (en), richissime fondateur américain de l'important groupe de casino-palace Harrah's Entertainment, a acquis durant sa vie une collection personnelle d'exception de près de 1 500 voitures (la plus grande collection d'automobiles historiques du monde) entreposée dans des entrepôts de Sparks près de Reno,. 

Quelques modèles exposés
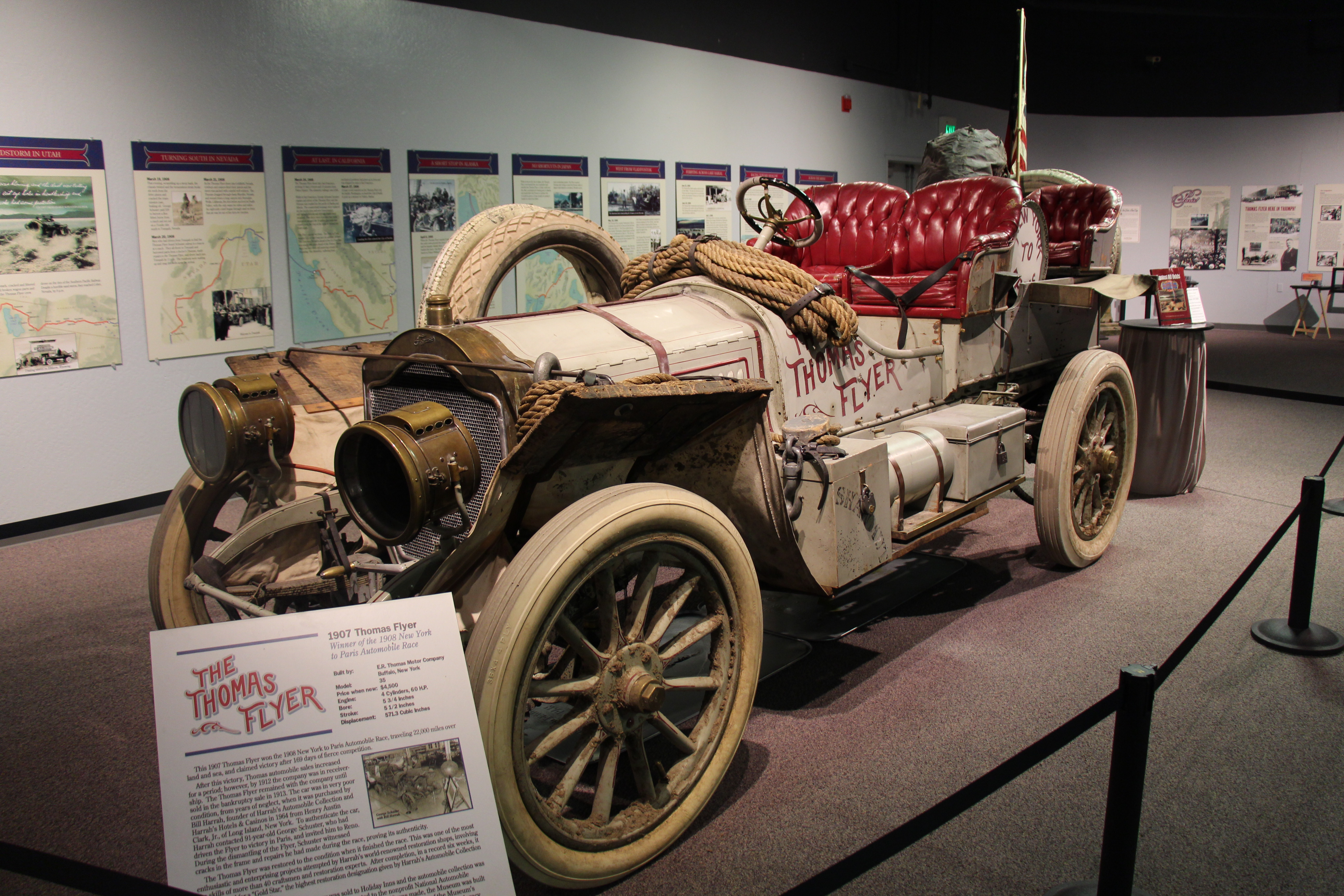
Thomas Flyer 4-60 (1907)
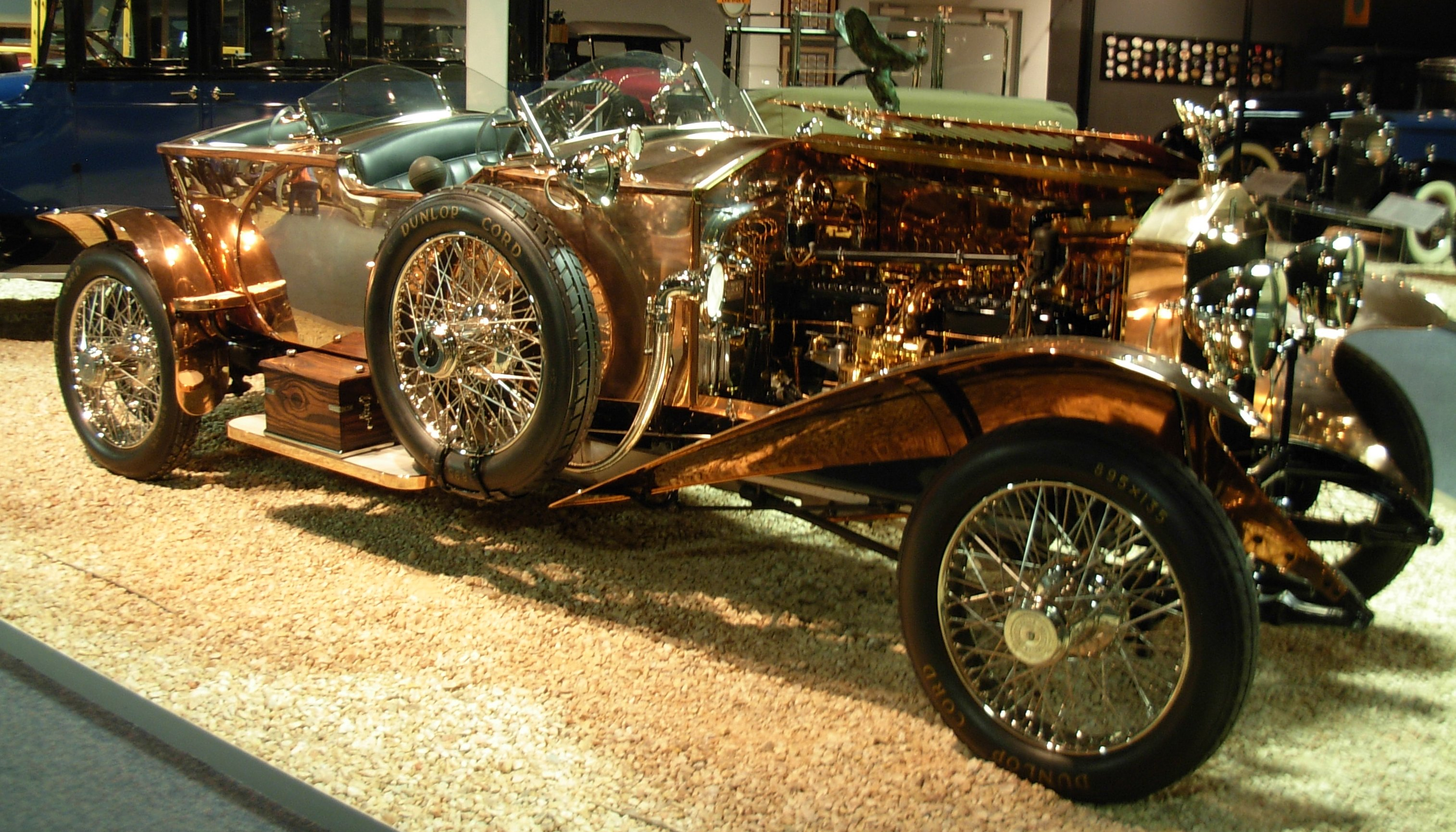
Rolls-Royce Silver Ghost (1921)
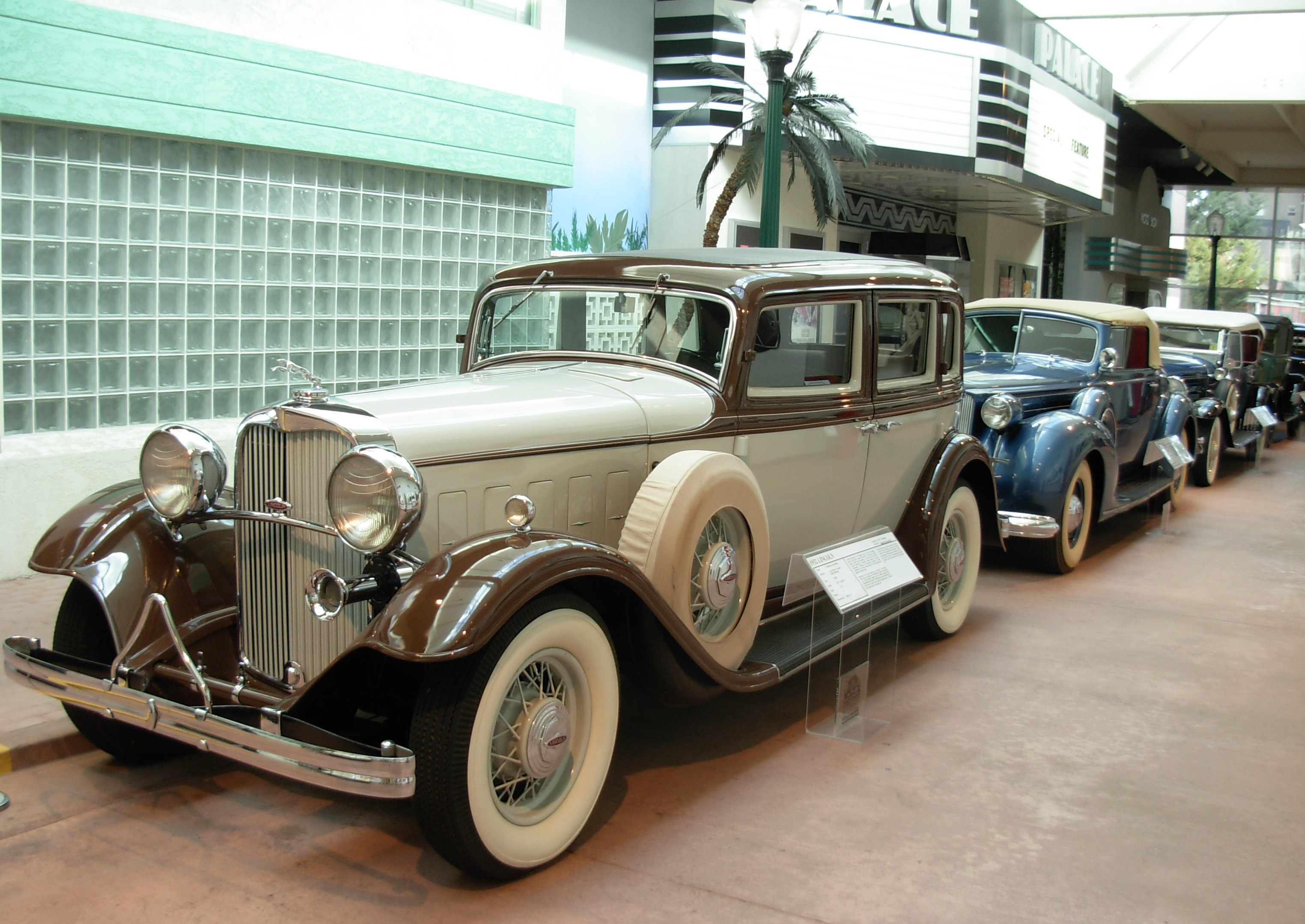
Lincoln K series (en) (1932)

À la suite de sa disparition en 1978, le groupe hôtelier Holiday Inn rachète son groupe d'hôtel-casino, ainsi que sa collection de voiture. Une association des années 1980 collecte alors des fonds pour racheter environ 200 voitures de la collection et construire ce musée au centre de Reno, inauguré le 5 novembre 1989. 

### Musée
Le musée expose plus de 200 voitures et de nombreux objets et documents répartis dans quatre galeries, par période chronologique, dont, :
- la Mercury Eight de 1949 de James Dean, de son film La Fureur de vivre de 1955,
- la Chevrolet Corvette C1 de 1953 de John Wayne,
- la Ghia L6.4 de 1961 de Frank Sinatra,
- la Lincoln Continental de 1962 de John Fitzgerald Kennedy.
- la Cadillac Eldorado IX de 1973 d'Elvis Presley,

Quelques modèles exposés
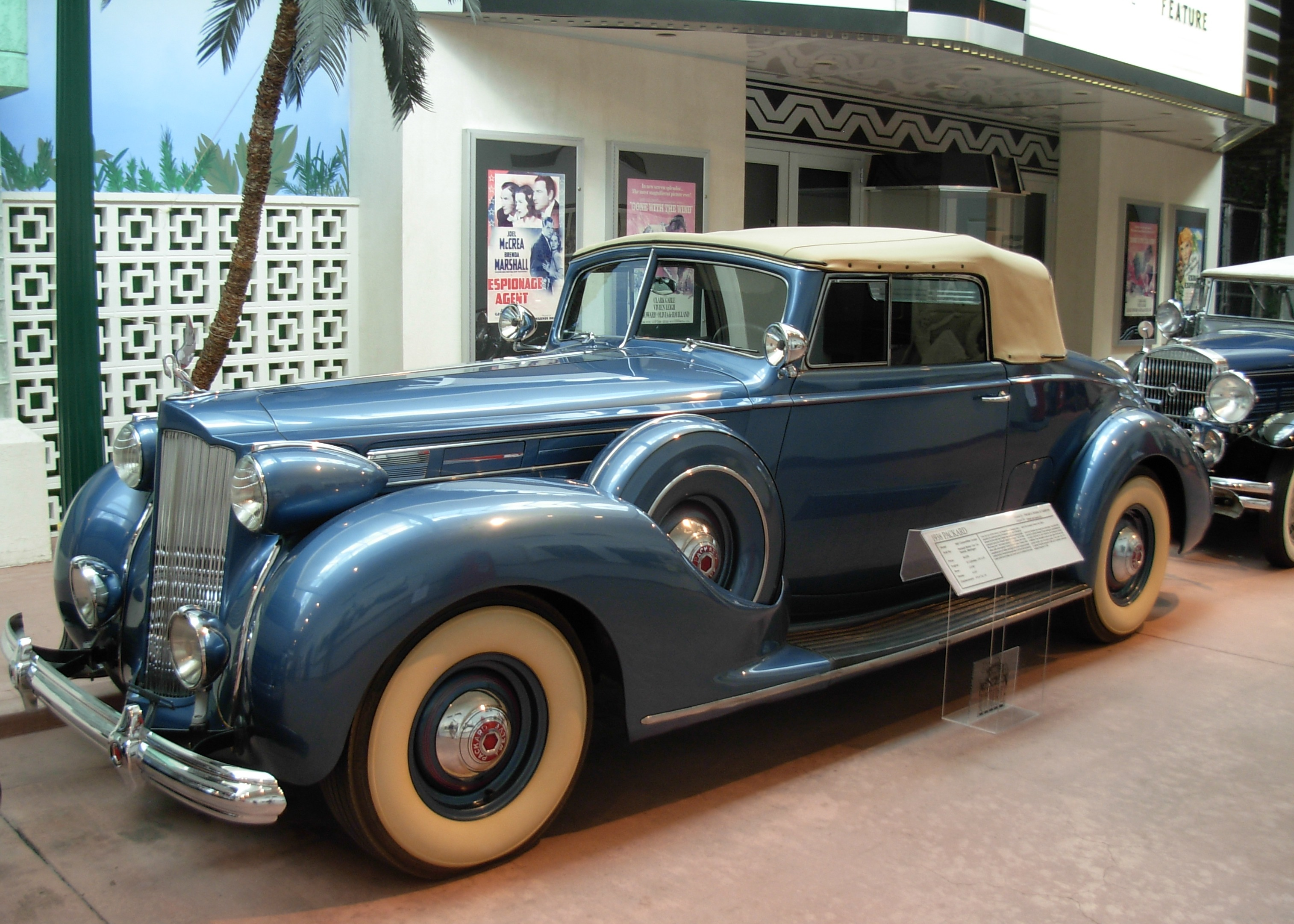
Packard Twelve (1938)
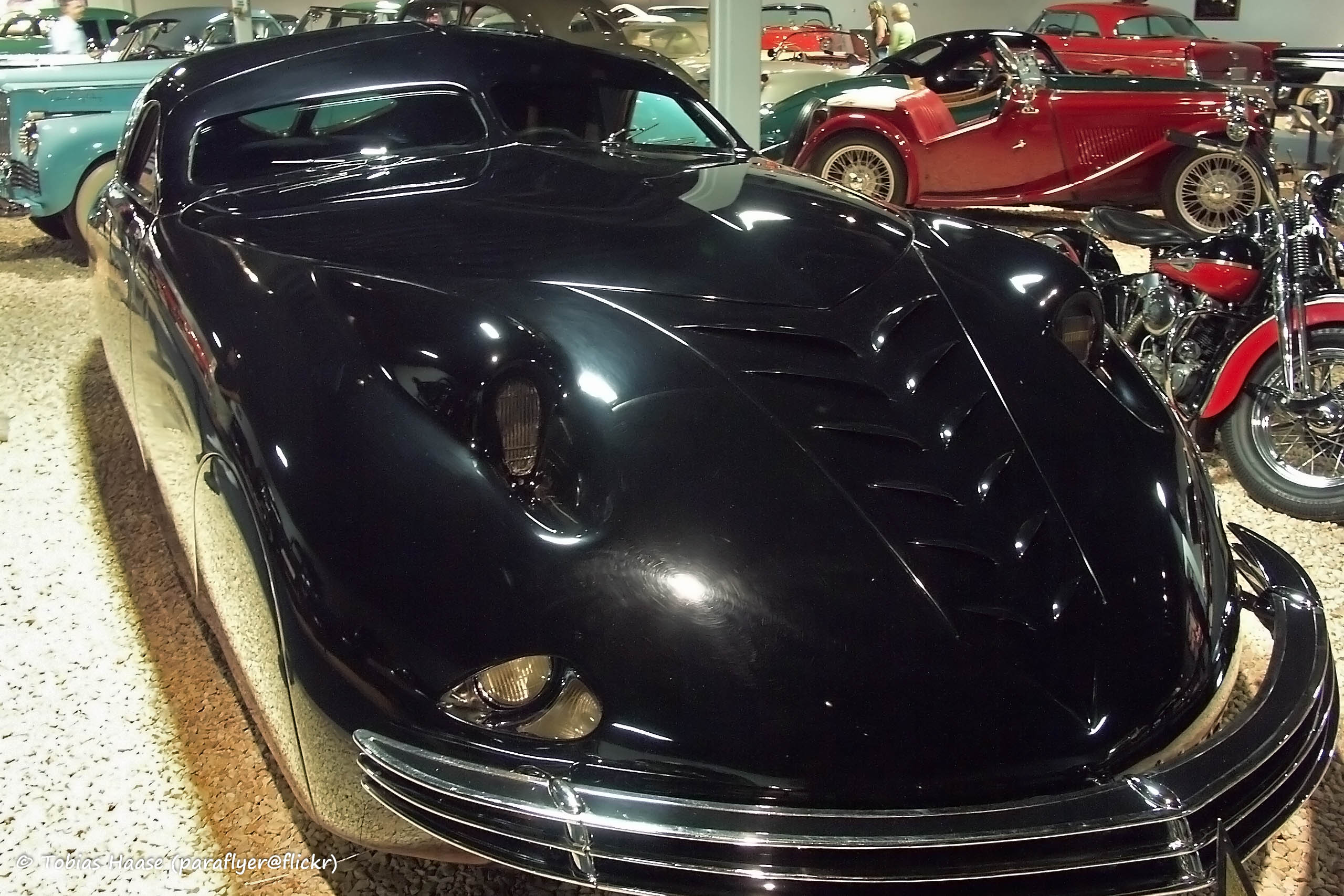
Phantom Corsair (1938)
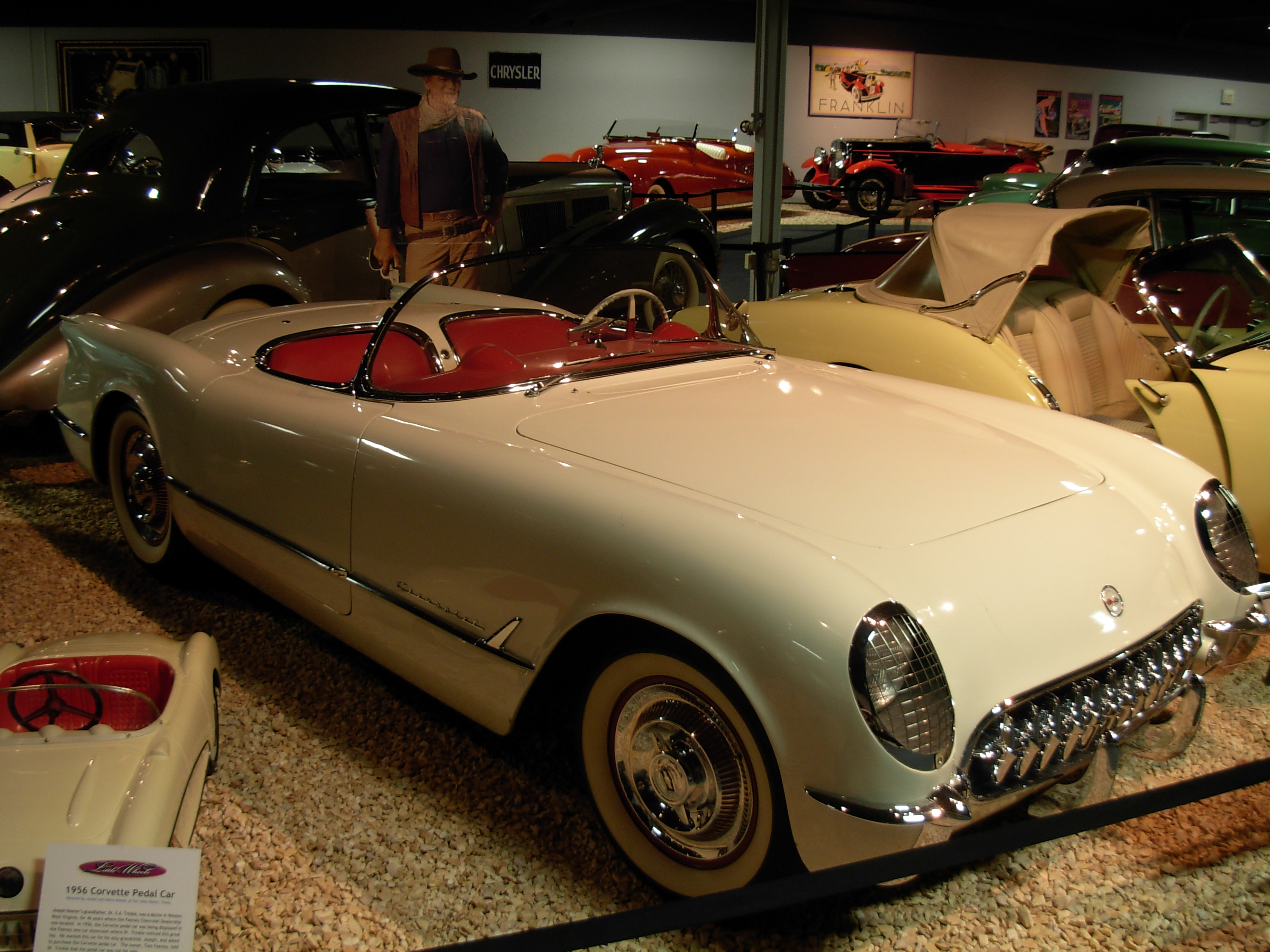
Corvette C1 de John Wayne (1953)
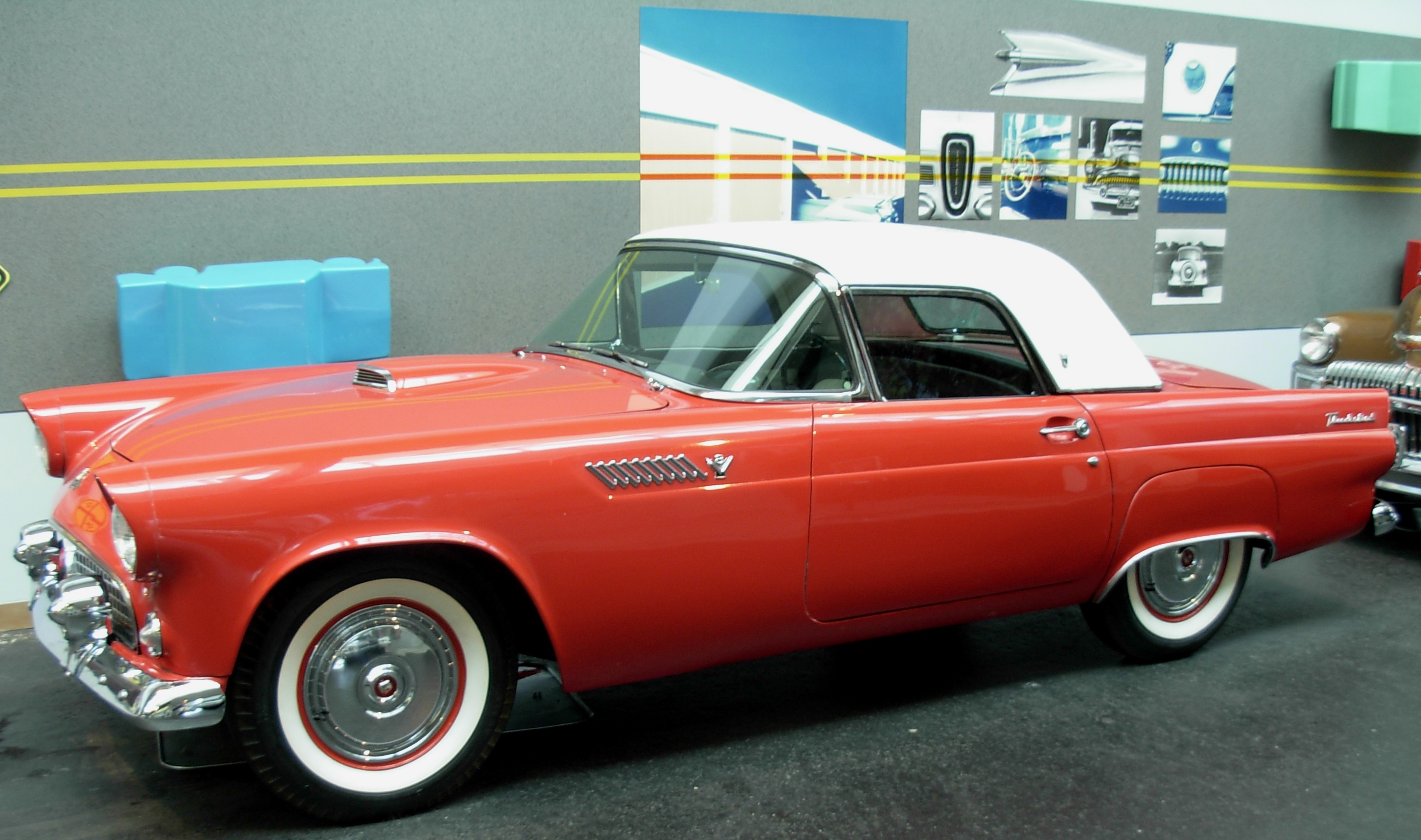
Ford Thunderbird (1955)
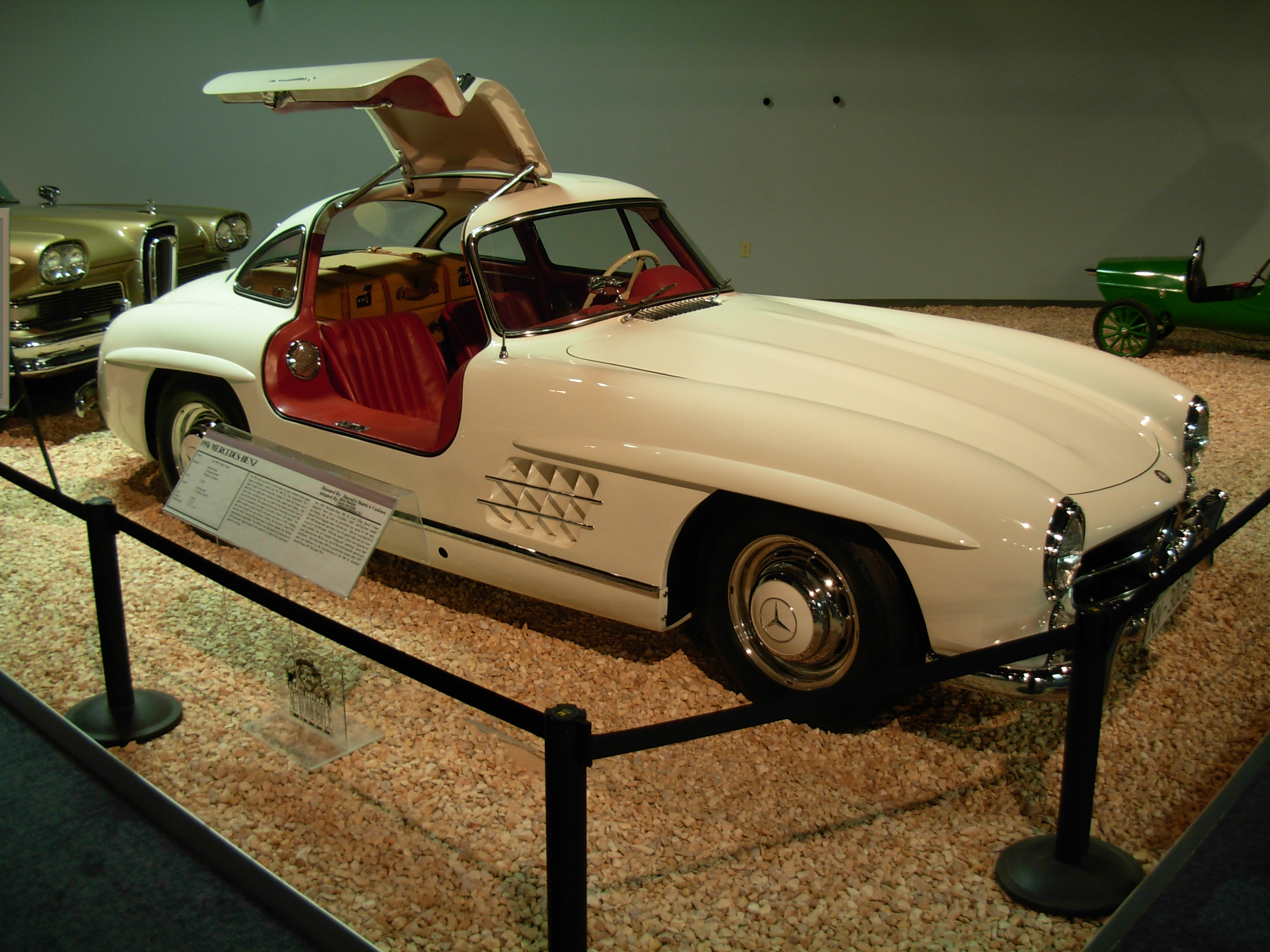
Mercedes-Benz 300 SL (1956)
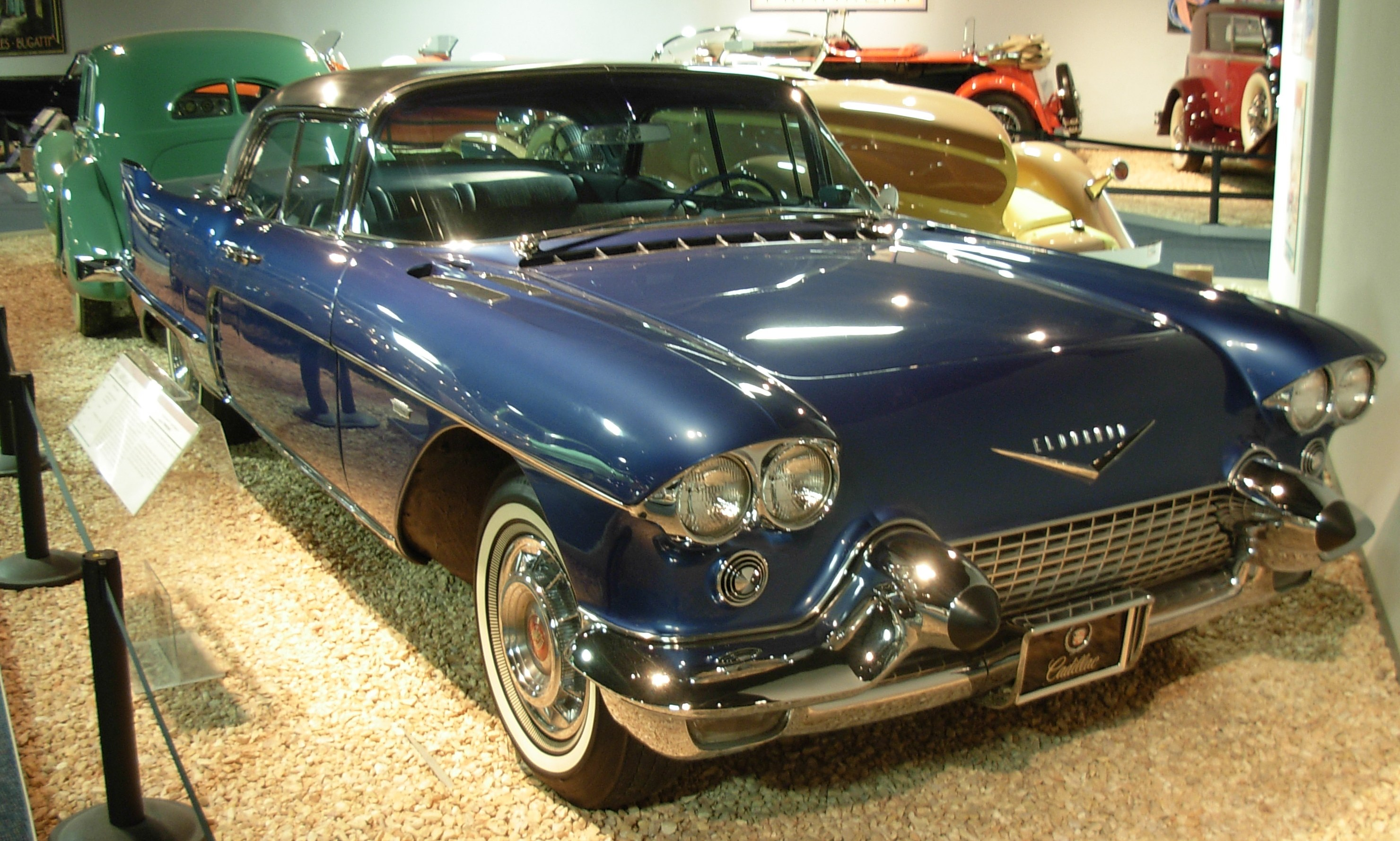
Cadillac Eldorado III (1958)
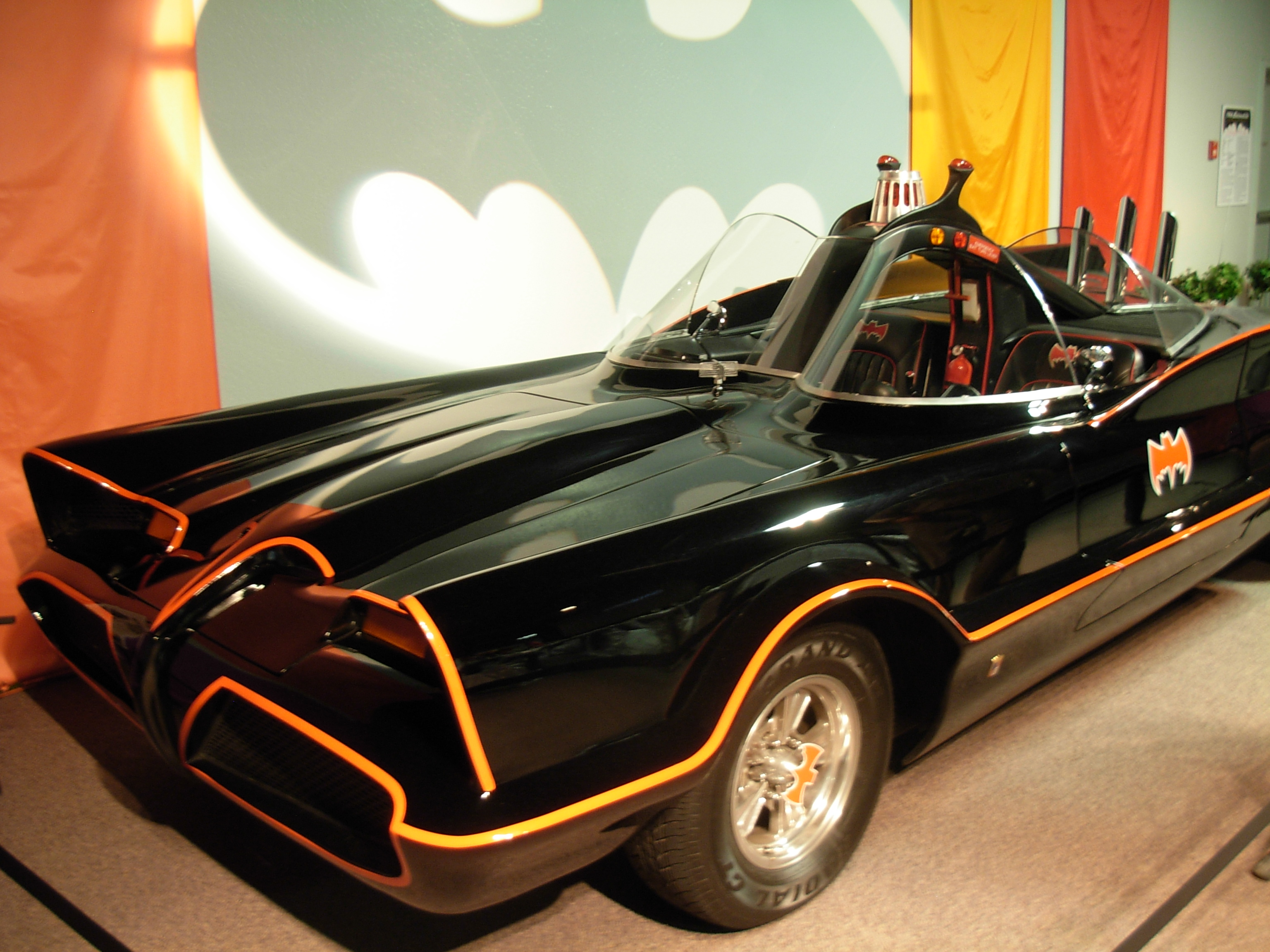
Batmobile (1966)
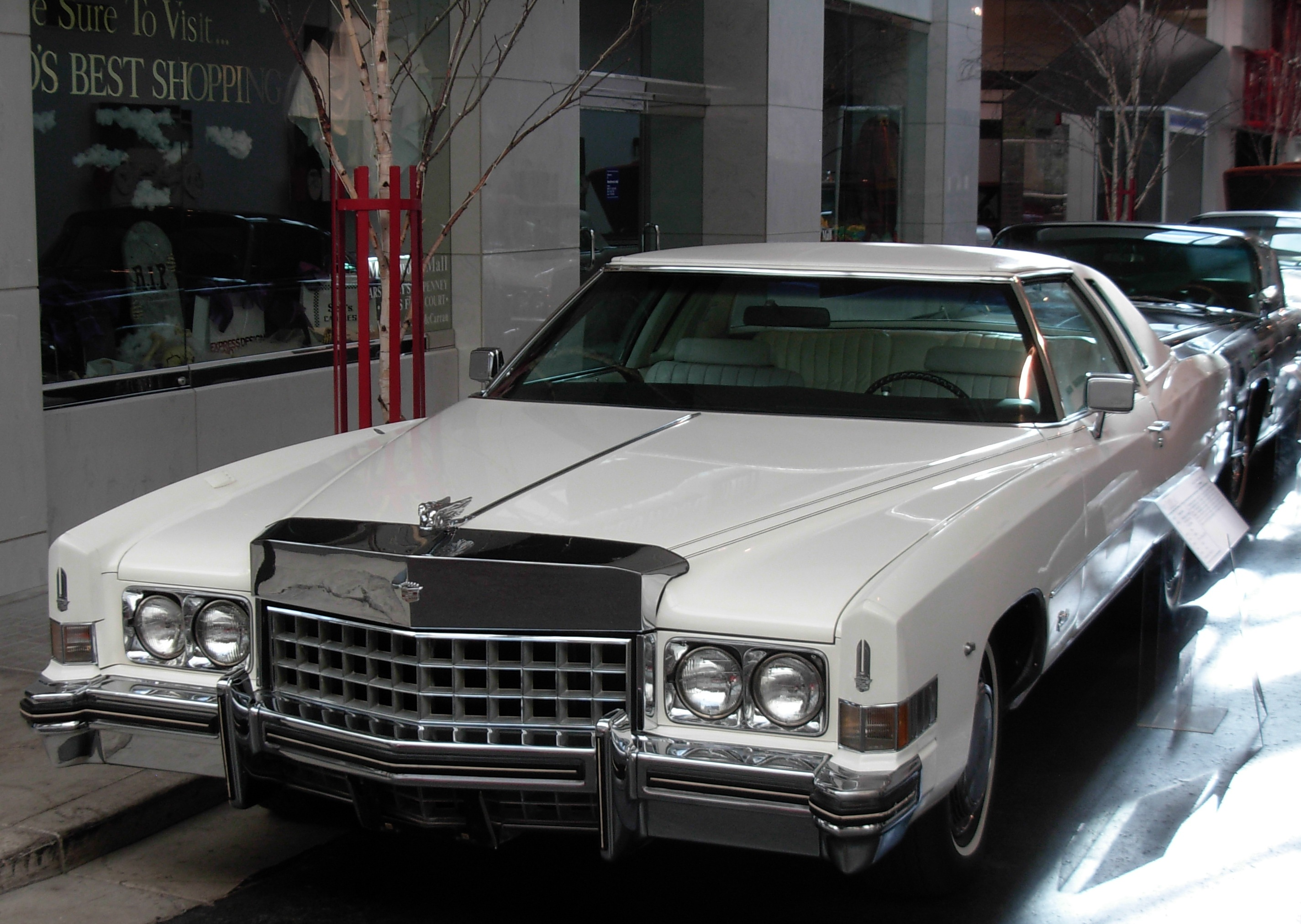
Cadillac Eldorado IX d'Elvis Presley (1973)
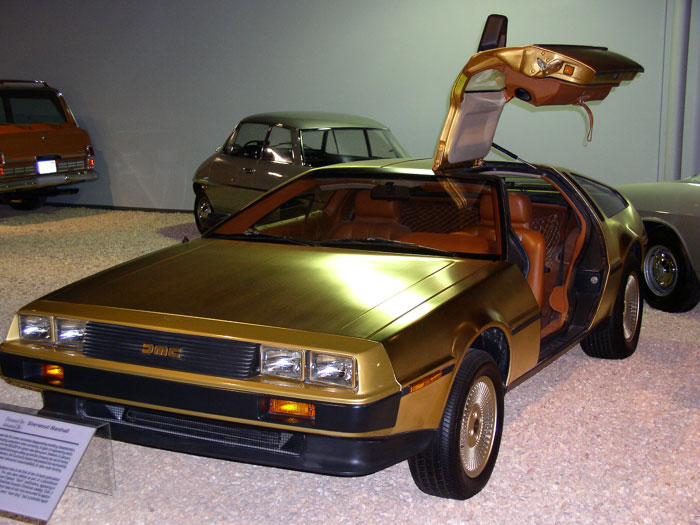
DeLorean DMC-12 American Express Gold (1981)
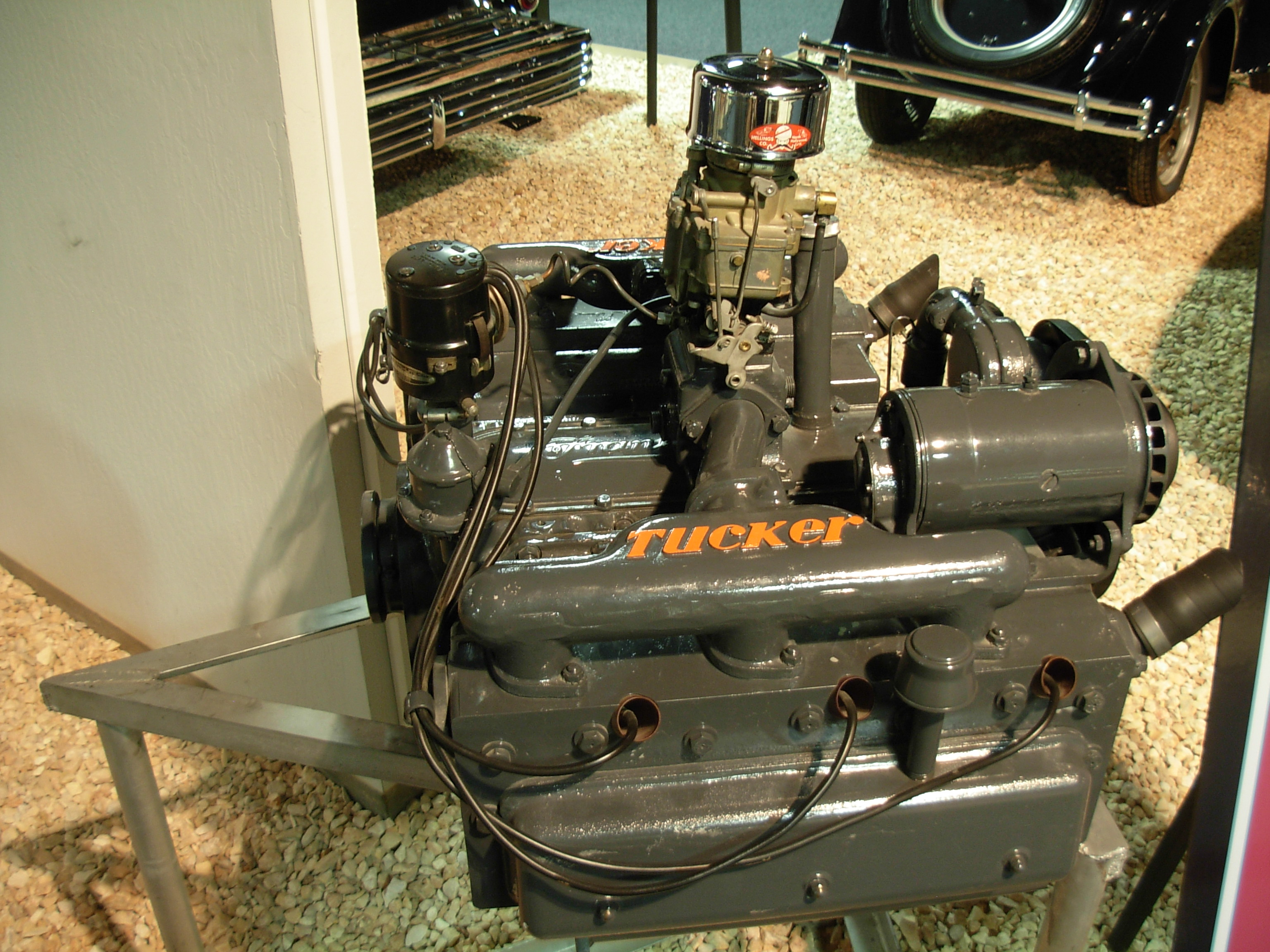
Moteur Franklin O-335 (en) de Tucker '48 (1947)